# Certosa di San Giacomo
Certosa di San Giacomo bio je kartuzijanski samostan koji je 1363. godine osnovao Giacomo Arcucci na otoku Capri, Kampanija, južna Italija. Sada je muzej i koristi se za kulturna događanja. Građevine koje su činile kartuziju imaju tri glavna prostora: ljekarnu i žensku crkvu, zgrade za redovnike i one za goste. Klaustar (Chiostro Grande) je kasnorenesansnog dizajna, dok Chiostro Piccolo ima rimske mramorne stupove.

## Povijest
Grof Giacomo Arcucci, tajnik Ivane I. Napuljske, osnovao je kartuziju 1371. Kasnije se i sam zaredio 1386.
Godine 1553. samostan je obnovljen i utvrđen te je podignuta kula koja se srušila u 18. stoljeću.
Često je dolazilo do sukoba između otočana i redovnika koji su posjedovali zemlju, ali i pravo na ispašu i lov. Tijekom kuge 1656. u Capriju, redovnici su se zatvorili, nakon čega su otočani bacili njihova tijela preko zida samostana u znak odmazde.
Od 1974. u karteriji se, između ostalog, nalazi muzej Karla Wilhelma Diefenbacha i koristi se za kulturna događanja. U sklopu se nalazi i srednja škola.

## Vanjske poveznice
|  | Zajednički poslužitelj ima još gradiva o temi Certosa di San Giacomo |

- (tal.)Službena stranica